# Шкаповський газопереробний завод
Шкаповський газопереробний завод – підприємство нафтогазової промисловості, яке діє у Башкортостані. В перші кілька років було відоме як газоліновий завод.
Під час розробки башкирських нафтових родовищ отримували значні обсяги супутнього газу. З метою використання цього ресурсу в 1959 році почали запуск Шкаповського ГПЗ, який після запуску в 1963-му другої абсорбційної установки міг приймати на переробку 937 млн м3 газу на рік. Втім, фактична наявність ресурсу виявилась значно меншою і після досягнення в 1965-му пікового фактичного показника у 568 млн м3 почалось падіння. В 1980-му переробили 192 млн м3, а в 1995-му цей показник склав вже лише 38 млн м3. Надалі ситуація стабілізувалась, проте принципових змін так і не відбулось. В 2018-му фактичний обсяг переробки склав 52 млн м3, в 1-му кварталі 2021-го прийняли для переробки 7 млн м3.
Вилучена з супутнього газу фракція С3+ проходить розділення з отриманням газового бензину, ізобутану, бутану та пропану (останній постачається споживачам у вигляді , бутану, ізобутану та газового бензину. Станом на 2019-й майданчик мав потужність за цим напрямком на рівні 168 тисяч тон на рік (в 2018-му фактично переробили 118 тисяч тон), а вже у 2021-му цей показник збільшили до 203 тисяч тон. При цьому в 1-му кварталі 2021-го фактично переробили 30 тисяч тон фракції С3+.
В 1975-му запустили блок розділення газового бензину із випуском ізопентану (цей продукт був, зокрема, потрібен для установок дегідрогенізації в Стерлітамаку, Новокубишевську, Тольятті), пентану та гексанової фракції. Втім, вже у 1980-х роках прийняли рішення про припинення розділення пентанової фракції на пентан та ізопентан, що було викликане як економічними причинами, так і підвищенням вмісту сірки у сировині, що не дозволяло продукувати ізопентан необхідної якості. 
З другої половині 1980-х Шкаповський ГПЗ став працювати з фракцією С3+, яку постачали по трубопроводу Оренбург – Шкапово – Туймази з Оренбурзького ГПЗ. Саме це було однією з причиною зазначеного вище підвищення вмісту сполук сірки (втім, змінювався і склад місцевого ресурсу, через що в 1982-му на Шкаповському ГПЗ запустили блок очистки супутнього газу від сірководню).
Видачу товарного газу можливо провадити по трубопроводам Шкапово – Ішимбай – Магнітогорськ та Шкапово – Тубанкуль.